# نامه‌هایی از ایسلند
نامه‌هایی از ایسلند (به انگلیسی: Letters from Iceland) نام یک کتاب ادبی است که توسط لوئیس مک نیس، نویسندهٔ اهل ایرلند نوشته شده‌است.